# یک دل صد افسانه
یک دل صد افسانه (به هندی: Ek Dil Sau Afsane) فیلمی محصول سال ۱۹۶۳ و به کارگردانی ار. سی تالوار است. در این فیلم بازیگرانی همچون راج کاپور، وحیده رحمان، لالیتا پاوار، مهار بانو، جاگدیش راج ایفای نقش کرده‌اند.